# Hilara deltaica
Hilara deltaica är en tvåvingeart som beskrevs av Parvu 1994. Hilara deltaica ingår i släktet Hilara och familjen dansflugor.
Artens utbredningsområde är Rumänien. Inga underarter finns listade i Catalogue of Life.